# Чадобец (деревня)
Чадобец — деревня в составе сельского поселения Заледеевский сельсовет в Кежемском районе Красноярского края.

## Географическое положение
Деревня расположена в 18 километрах  по прямой на северо-запад от города Кодинск на правом берегу Ангары.

## Климат
Климат резко континентальный. Характерно тёплое лето и умеренно суровая малоснежная зима. Зимой устанавливается область высокого давления. Самый холодный месяц в году январь со среднемесячной температурой -26,9 °С. Абсолютный минимум равен -60 °С. Переход среднесуточной температуры к положительным температурам происходит в конце апреля. Самый тёплый месяц – июль, со среднемесячной температурой +18,4 °С. Абсолютный максимум +37 °С. Переход к среднесуточной температуре выше +10 °С осуществляется в конце мая. Расчётная температура самой холодной пятидневки –50 °С. Продолжительность отопительного периода составляет 254 дня. Годовое количество осадков составляет 283 мм. Летние осадки, в период с апреля по октябрь, составляют 77% годовой суммы осадков, с максимумом в июле, августе, сентябре.

## История
Поселение Чадобец было основано в XVII веке. Путешествуя по Сибири, Г.-Ф. Миллер отмечал в «Описании Енисейского уезда Енисейской провинции в Сибири в нынешнем его состоянии, в начале 1735 г.»: «Чадобская волость, на реке Чадобец, которая с северной стороны впадает в Тунгуску. Содержит 35 тунгусов, которые платят ясак». В списке русских населённых пунктов, относящихся к Рыбинскому острогу, указана деревня Чадобская с 20 дворами. Эти сведения взяты Миллером из ведомости Енисейской канцелярии, где данные о численности служилых приводятся «по определённому в 1725 г. штату». В 1781 году по инициативе ссыльных поляков (большинство из которых были православные) в селе была построена каменная, двухпрестольная Спасская церковь с приделом в честь Покрова Божией Матери. Причт церкви состоял из священника и псаломщика. При храме имелись библиотека и церковно-приходская школа. В 1930-е годы здание церкви было разрушено. По воспоминаниям жителей соседних сёл, в деревню Чадобец плавали со всей округи на лодках-берестянках. У скалы Поп брали солёную воду: там были солонцы, поэтому вода была всегда солёная. На этой воде стряпали хлеб, готовили любую пищу. В 1930 году в селе открылась начальная школа, затем — семи- и восьмилетняя. В 1969 году в Заледеево была открыта восьмилетняя школа, а в Чадобце осталась только начальная, но позднее и она была перенесена в Заледеево. Во время строительства Богучанской ГЭС Чадобец стал главной базой Богучанской комплексной экспедиции. В настоящее время в Чадобце действуют фельдшерско-акушерский пункт, библиотека и сельский клуб. Детей возят в школу в село Заледеево.
В 2010 году в деревне на частной спортивно-туристической базе «Альянс» открылся биатлонный центр. Рядом с деревней расположен Чадобский соляной источник с минеральной водой.

## Население
| 2010 |
| ---- |
| 63   |

Постоянное население 85 человек (2002),  в том числе русские 91%. 63 человека (2010, перепись).